# Parački jezik
Parački jezik (parachi; ISO 639-3: prc), zapadnoiranski jezik naroda Parača, kojim od 5 000–6,000 etničkih, govori tek oko 600 ljudi u dolini Hindu Kusha, u nekoliko sela u blizini Kabula, Afganistan. Postoje tri dijalekta, shutul, ghujulan i nijrau
Srodan je ormurskom [oru] i pripada podskupini ormuri-parachi.

## Vanjske poveznice
- Ethnologue (14th)
- Ethnologue (15th)